# ГЕС Едеа
ГЕС Едеа – гідроелектростанція у Камеруні, за 150 км на захід від столиці країни Яунде. Знаходячись після ГЕС Song Loulou, становить нижній ступінь каскаду на річці Санага (впадає у затоку Біафра, котра є частиною Гвінейської затоки).
Для роботи ГЕС Едеа річку перекрили невеликою комбінованою греблею висотою 20 метрів, яка складається з гравітаційної бетонної та земляної частин.  Ця споруда не створює значного водосховища, а накопичення ресурсу для роботи каскаду здійснюється кількома греблями у верхній частині сточища Санаги.
Перша черга станції, введена в експлуатацію у 1953 році, складалась із трьох турбін типу Френсіс загальною потужністю 35,3 МВт (у 2012 році австрійська компанія Andritz збільшила цей показник до 49,2 МВт). Друга (1958) та третя (1975) черги обладнали турбінами типу Каплан загальною потужністю 131 та 100 МВт.
Основним споживачем електроенергії традиційно є розташоване в Едеа підпримство алюмінієвої промисловості ALUCAM.